# Sysert
Sysert (ryska Сысе́рть) är en stad i Sverdlovsk oblast i Ryssland. Staden ligger vid Sysertfloden, ungefär 50 kilometer söder om Jekaterinburg. Folkmängden uppgår till cirka 20 000 invånare.

## Historia
Orten grundades 1732 eller 1773 och heter Sysertskij Zavod (Сысертский Завод) till 1932, när den fick sitt nuvarande namn. Stadsrättigheter fick Sysert 1946.